# Réserve spéciale de Kalambatritra
La réserve spéciale de Kalambatritra est une réserve naturelle à la limite des régions d'Anosy et Ihorombe à Madagascar. Kalambatritra est classée comme zone importante pour la conservation des oiseaux par l'ONG Birdlife International sur une zone, plus petite, de 31 242 ha, en 2001.

## Géographie
Elle se situe dans le sud de Madagascar, à 55 km à l'Est de la commune de Betroka.

## Faune
On y trouve 6 espèces de lémuriens, dont l’Eulemur collaris, l’Hapalemur griseus, le Microcebus, le Cheirogaleus, l’Avahi laniger et le Lepilemur mustelinus.
La réserve abrite également 16 espèces de micromammifères terrestres. Deux d’entre elles, l’Eliurus majori et  Microgale principula sont menacées d'extinction, tout comme les oiseaux Effraie de Soumagne (Tyto soumagnei) et le canard de Meller (Anas melleri).
On y trouve 342 genres (dont  29 sont endémiques de Madagascar) et 699 espèces.